# Leggenda della Vera Croce
La leggenda della Vera Croce è la leggenda che racconta la storia del legno sul quale venne crocifisso Cristo, spesso tramandata in letteratura e rappresentata in opere d'arte. 
La storia ricollega il legno utilizzato per la crocifissione con l'albero della vita del paradiso terrestre e ha, quindi, un chiaro insegnamento teologico: la crocifissione di Gesù non è stato un "incidente di percorso", ma era prevista sin dalla fondazione del mondo (come insegnano le Scritture, soprattutto l'Apocalisse di Giovanni); la passione di Gesù, inoltre, ha offerto nuovamente all'umanità la vita eterna perduta.
La versione più nota è quella che fa parte della Legenda Aurea di Jacopo da Varagine, opera composta nel XIII secolo.

## La leggenda
La leggenda ha inizio con Adamo che, prossimo a morire, mandò il figlio Set in Paradiso per ottenere l'olio della misericordia come viatico di morte serena. L'Arcangelo Michele, invece, gli diede un ramoscello dell'albero della vita per collocarlo nella bocca di Adamo al momento della sua sepoltura (o tre semi secondo un'altra versione). Il ramo crebbe e l'albero venne ritrovato da re Salomone che, durante la costruzione del Tempio di Gerusalemme, ordinò che l'albero venisse abbattuto ed utilizzato. Gli operai non riuscirono però a trovare una collocazione, perché era sempre o troppo lungo o troppo corto, e quando lo si tagliava a misura giusta in realtà diveniva troppo corto, tanto da non poter essere utilizzato. Gli operai decisero così di gettarlo su un fiume, perché servisse da passerella. La regina di Saba, trovandosi a passare per il ponte, riconobbe il legno e profetizzò il futuro utilizzo della tavola. Salomone, messo al corrente della profezia, decise di farlo sotterrare. Quando Cristo fu condannato, la vecchia trave venne ritrovata dagli israeliti ed utilizzata per la costruzione della Croce. A questo punto la leggenda inizia a confondersi con la storia. Nel 312, la notte prima della battaglia contro Massenzio, l'imperatore Costantino I ha la mistica visione che porrà fine, anche, alle persecuzioni dei cristiani: una croce luminosa con la scritta "In hoc signo vinces".

L'imperatore decide allora di utilizzare la croce come insegna e il suo esercito vinse la battaglia di Ponte Milvio.
Costantino, poi, decise di inviare la madre Elena a Gerusalemme per cercare la Croce della Crocefissione. Elena trovò una persona che conosceva il punto di sepoltura della Vera Croce. Per costringerlo a parlare, lo fece calare in un pozzo, senza pane ed acqua, per sette giorni. Convinse così il reticente a rivelare il luogo della sepoltura. Elena poté, in questo modo, rinvenire le tre diverse croci utilizzate il giorno della morte di Cristo. Per identificare quella sulla quale era morto Gesù, Sant'Elena sfiorò con il legno un defunto e questi resuscitò.
Sant'Elena separò la croce in diverse parti di cui la principale venne lasciata a Gerusalemme.
All'inizio del VII secolo l'Impero bizantino visse una profonda crisi e subì attacchi da diversi fronti, in particolare dall'Impero persiano per opera del re Cosroe II che nel 614, dopo tre settimane di lungo assedio, riuscì ad espugnare Gerusalemme e a trafugare tutti i tesori e le reliquie a Ctesifonte.
L'imperatore bizantino Eraclio raccolte tutte le forze decise di partire personalmente alla guida del suo esercito per sconfiggere i persiani e recuperare la Vera Croce. La guerra con i persiani durò diversi anni e solo nel 628 Eraclio sconfisse Cosroe II ed ottenne la restituzione della Croce che venne riportata dallo stesso Eraclio (scalzo e vestito da pellegrino) a Gerusalemme il 21 marzo 630 tra l'esultanza del popolo.

## La leggenda nell'arte

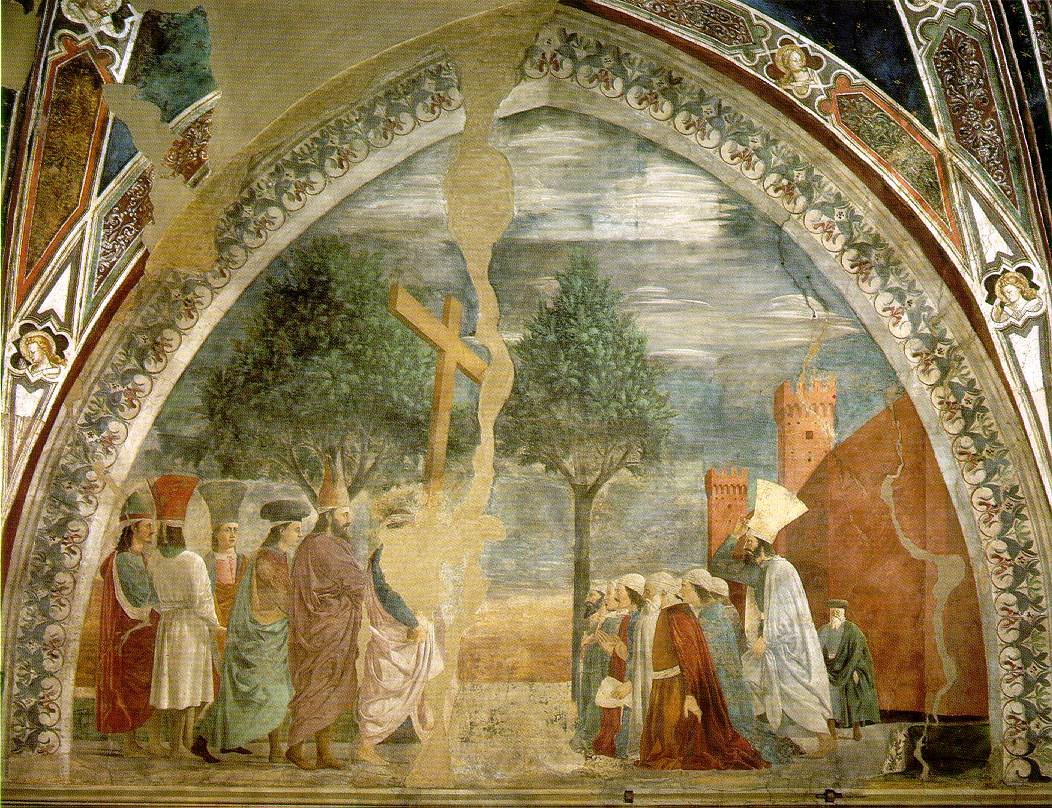
Esaltazione della Croce, episodio dal ciclo "Storie della Vera Croce" di Piero della Francesca, presso la basilica di San Francesco, Arezzo

Questo fu un tema estremamente caro ai frati francescani che spesso nel basso medioevo fecero affrescare le chiese con episodi della leggenda. Fu un tema molto rappresentato anche fuori dalla penisola italiana.
In Italia particolarmente importanti sono il ciclo di affreschi sulle Storie della Vera Croce dipinto da Piero della Francesca ad Arezzo e quello nella chiesa di Santa Croce a Firenze dipinto da Agnolo Gaddi.
Poco conosciuto invece è un Ciclo delle Storie, che è stato rinvenuto nella metà degli anni '90 nella nicchia della cantoria della chiesa parrocchiale di San Nicola a Lanciano. Il Ciclo risale alla metà del XIII secolo e mostra gli episodi più interessanti della leggenda: "Morte di Adamo e nascita dell'albero - Il legno dell'albero serve per fabbricare il Tempio - Battaglia di Ponte Milvio - Elena Flavia tortura l'ebreo di Gerusalemme".